# Tétradrachme d'Aetna
Le tétradrachme d'Ætna est une pièce d'argent d'un diamètre de 26 mm et d'un poids de 17,23 grammes. Cette pièce, qui est généralement considérée comme la plus précieuse du monde, est conservée à la Bibliothèque royale de Belgique. On l'appelle aussi la « Mona Lisa de la numismatique ». Le tétradrachme faisait à l'origine partie de la collection de Lucien de Hirsch.

## Description
La monnaie a été frappée entre 476 et 461 avant J.C., dans la ville grecque d'Aetna, située sur les flancs du volcan Etna. Aetna (Αἴτνη : Aítnē, Aetna ou Ætna) est l'appellation donnée à l'actuelle ville de Catane en Sicile pendant une brève période, sous le tyran syracusain Hiéron Ier (-478/-466). 
L'inscription « ATNAION » est la traduction grecque d'Aetna. Sur l'avers figure Silenus, le fidèle compagnon et le professeur de Dionysos, ainsi qu'un scarabée bousier. Au revers est représenté Zeus avec sa main gauche sur un éclair et sa main droite appuyée sur un bâton.
Le parcours de vie de Silenus fait référence aux vignobles situés sur les flancs de l'Etna, où se trouvent également les plus grands scarabées du monde. Le tétradrachme montre également l'image d'un pin (dont c'est la seule représentation sur une pièce de monnaie grecque) et d'une vigne. Zeus, le dieu protecteur du volcan assis sur un panthère, fait également référence à l'Etna. La panthère fait alors à nouveau référence à Dionysos.
En tant qu'objet d'art, le tétradrachme tire sa valeur de la fine gravure et du fait qu'il est très bien conservé.

## Le tétradrachme d'Aetna

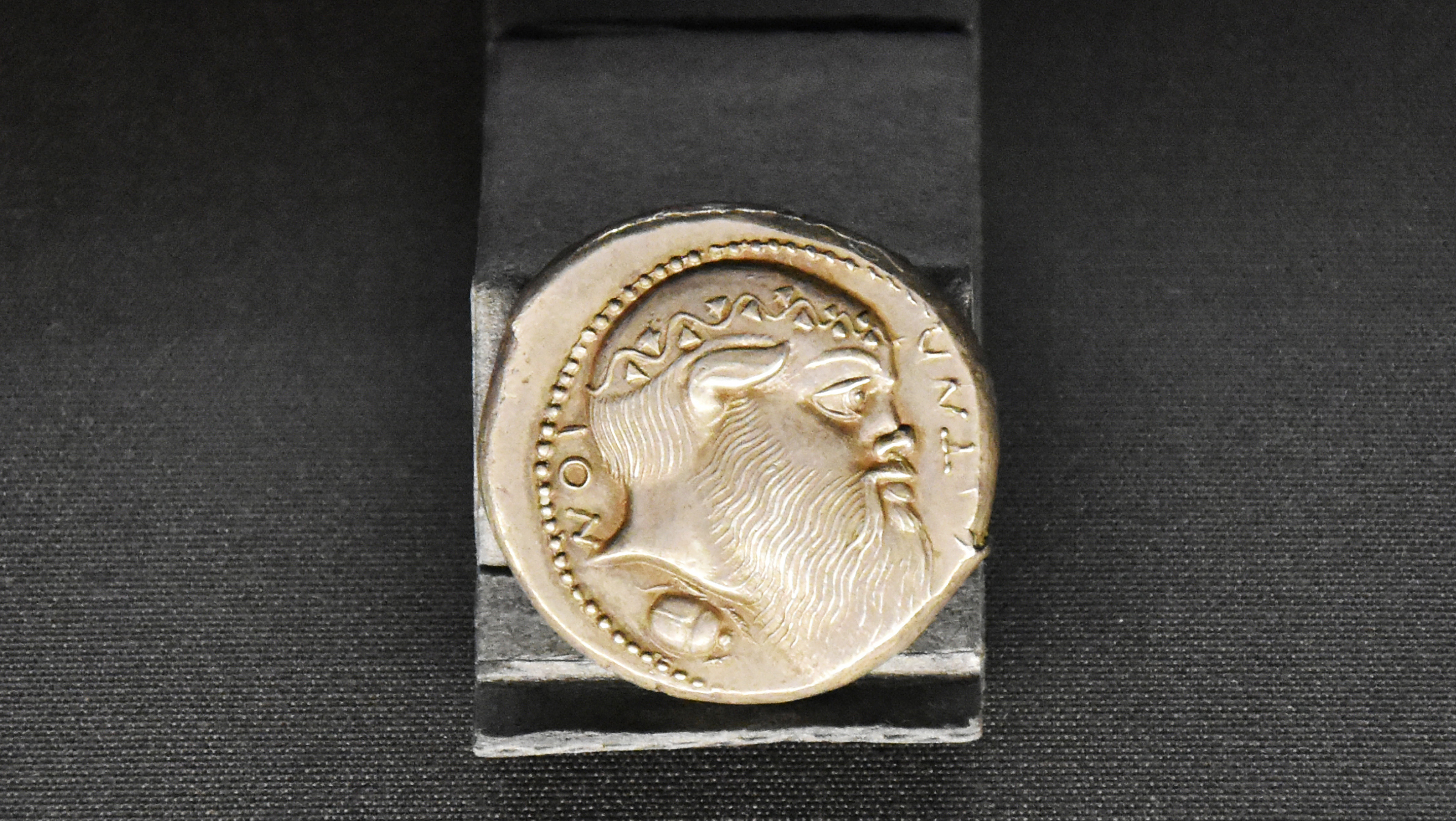
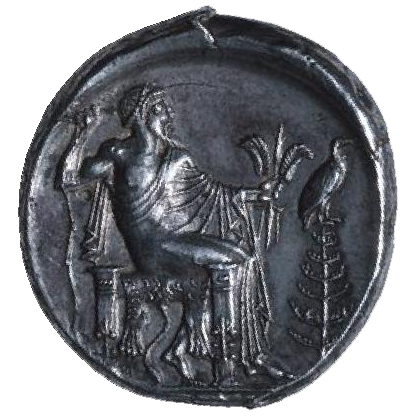